# René Bernasconi

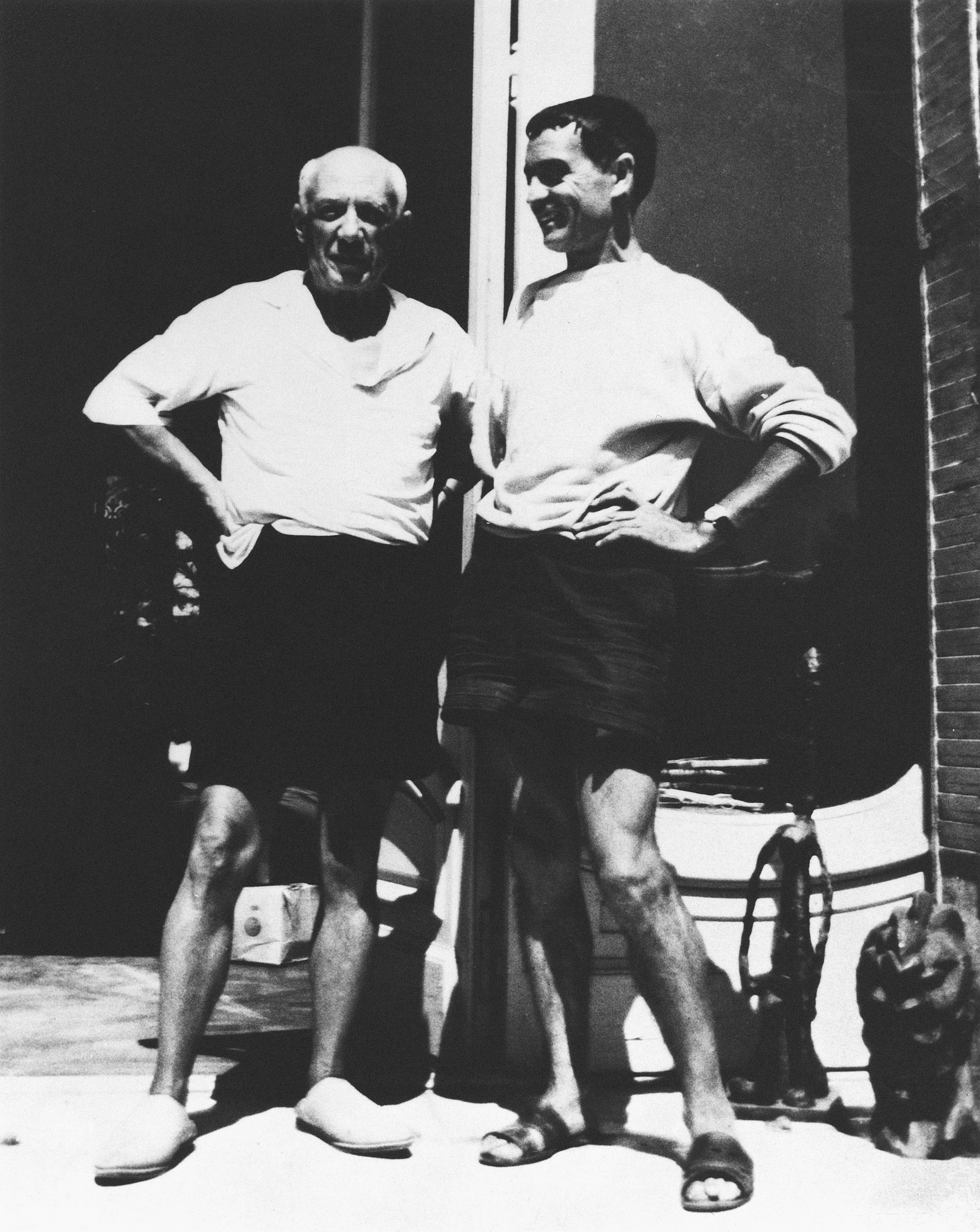
René Bernasconi und Pablo Picasso (Villa «La Californie» in Cannes, 1955)

René Bernasconi (* 15. April 1910 in Strassburg, Deutsches Reich; † 4. August 1994 in Basel, Schweiz) war ein Schweizer Maler, Grafiker und Plastiker. Sein letzter Bürgerort war Paradiso bei Lugano.

## Leben
René Bernasconi kam in Strassburg als Sohn des Zahnarztes Emilio Bernasconi und dessen Frau Anna (geb. Klein) auf die Welt. Seine Kindheit und Schuljahre verbrachte er in Lugano, wo die Eltern seinen künstlerischen Neigungen freien Lauf liessen und er im Alter von neun Jahren einen Schülermalwettbewerb gewann.
Er beendete mit 16 Jahren die Schule und schrieb sich anschliessend an der Kunstakademie in Turin ein. Dort beschäftigte er sich zwischen 1926 und 1930 unter anderem mit Lithographie, angewandter Kunst, Öl-, Aquarell- und Temperamalerei. Anschliessend setzte er bis 1934 seine Studien in Paris an privaten Schulen fort und verlegte zwischenzeitlich immer mal wieder seinen Aufenthalt nach Südfrankreich, wo er mit Bühnendekorationen und Ausstattungen in den Casinos von Marseille, Nizza und Cannes sowie Lithographenarbeit in Druckanstalten seinen Unterhalt verdiente.
Als er in die Schweiz zurückkehrte, musste er von 1943 bis 1945 Militärdienst leisten. Anschliessend folgte 1946 die Übersiedlung nach Basel, wo er für mehrere Jahre zusätzlich zu seiner künstlerischen Arbeit halbtags in einer Lithographieanstalt arbeitete. Studienreisen führten ihn unter anderem in die Mittelmeerländer, nach England, Skandinavien sowie Nord- und Südafrika. In Cannes lernte er den spanischen Künstler Pablo Picasso kennen, mit dem ihn fortan eine lebenslange Freundschaft verband. Der Austausch mit ihm half Bernasconi, seinen Stil weiter zu verfeinern und sich dabei von den bisherigen Bildtraditionen zu lösen.
Wie schon in seiner Ausbildungszeit war es für ihn auch in Basel typisch, sich in verschiedenen Techniken auszuleben. So setzte er sich aufgrund von Ausschreibungen des staatlichen Kunstkredits mit Glasmalerei, Mosaiken und Reliefs auseinander und aufgrund von Privataufträgen mit Wandmalerei.
Sein Spätwerk umfasste Reiseskizzen, Aktstudien und Porträts sowie farbenfrohe Landschaftsbilder.

## Werk
SIKART, das Lexikon des Schweizerischen Instituts für Kunstwissenschaft, listet zu Lebzeiten fünf Gruppenausstellungen Bernasconis in der Kunsthalle Basel sowie posthum je eine in der Kantonalen Pinakothek Giovanni Züst in Rancate («Gruppo di famiglia in un interno. La collezione Bellasi di Lugano. Lugano e il Ticino in dipinti, stampe, antichi libri e carte geografiche») und im Museo civico di belle arti in Lugano («Il confronto con la modernità, 1914–1953»). Im Jahr 2000 gibt es eine Ausstellung gemeinsam mit Werken von Zobrist/Waeckerlin und Claudia Müller im Aargauer Kunsthaus; 2002 und 2006 wird er in einer Einzelausstellungen in der Basler Galerie Demenga («René Bernasconi») und der Riehener Galerie Lilian Andree («René Bernasconi (1910 bis 1994). Malerei und Aquarelle») gewürdigt.
1959 erhält Bernasconi den Direktauftrag des Basler Baudepartements für vier grosse Betonreliefs für den Neubau der Schule in der Engelgasse des Basler Stadtteils St. Alban. Anfang der 1990er Jahre gehört er – u. a. neben Joseph Beuys, Francesco Clemente und Hieronymus Emil Bischoff – zu den Künstlern, von denen grössere Werkgruppen oder einzelne Arbeiten als Geschenke in die Öffentliche Kunstsammlung Basel des Kunstmuseums Basel kommen. Darüber hinaus haben seine Werke u. a. Eingang in die Sammlung BEWE gefunden, deren Schwerpunkt auf der Gruppe Rot-Blau liegt, sowie in die «Schweizer Kunst des 20. Jahrhunderts» der National Versicherung.

## Rezeption
Im Nachruf schrieb die Basler Zeitung, dass Bernasconi «mit seinen noblen Abstraktionen zu den Habitués des städtischen Ausstellungsbetriebs» gehört habe. Zudem habe er eine Bildsprache entwickelt, die „heftiges Auffahren ebenso kannte wie die verhaltenen, modeste Gebärden“. Sein Spätwerk werde von „einem Ungestüm bestimmt, dass den achtzigjährigen Autor kaum verrät“.
Anlässlich der Ausstellung „Einstrahlung-Ausstrahlung III“ in der Galerie Demenga zählte die Riehener Zeitung Bernasconi und Mark Tobey als zwei Beispiele für «geniale, in ihrer Heimat erfolgreiche Künstler» auf, die nach Basel kamen und sich dort niederliessen.

## Auszeichnungen
Für die Lithographie Tamburino della morte (1955) erhält er bei der Biennale Reggio Emilia die Goldmedaille.

## Werke (Auswahl)
- Fanny, 1955, Kunstkredit Basel-Stadt
- Passeggiata a cavallo, 1965, Museo Caccia, Lugano
- Sotto la pioggia, 1965, Privatbesitz
- Hommage à Giacometti, 1970, Privatbesitz